# Aristolochia orbicularis
Aristolochia orbicularis är en piprankeväxtart som beskrevs av Pierre Étienne Simon Duchartre. Aristolochia orbicularis ingår i släktet piprankor, och familjen piprankeväxter. Inga underarter finns listade i Catalogue of Life.